# Neujahrskonzert der Wiener Philharmoniker 1999

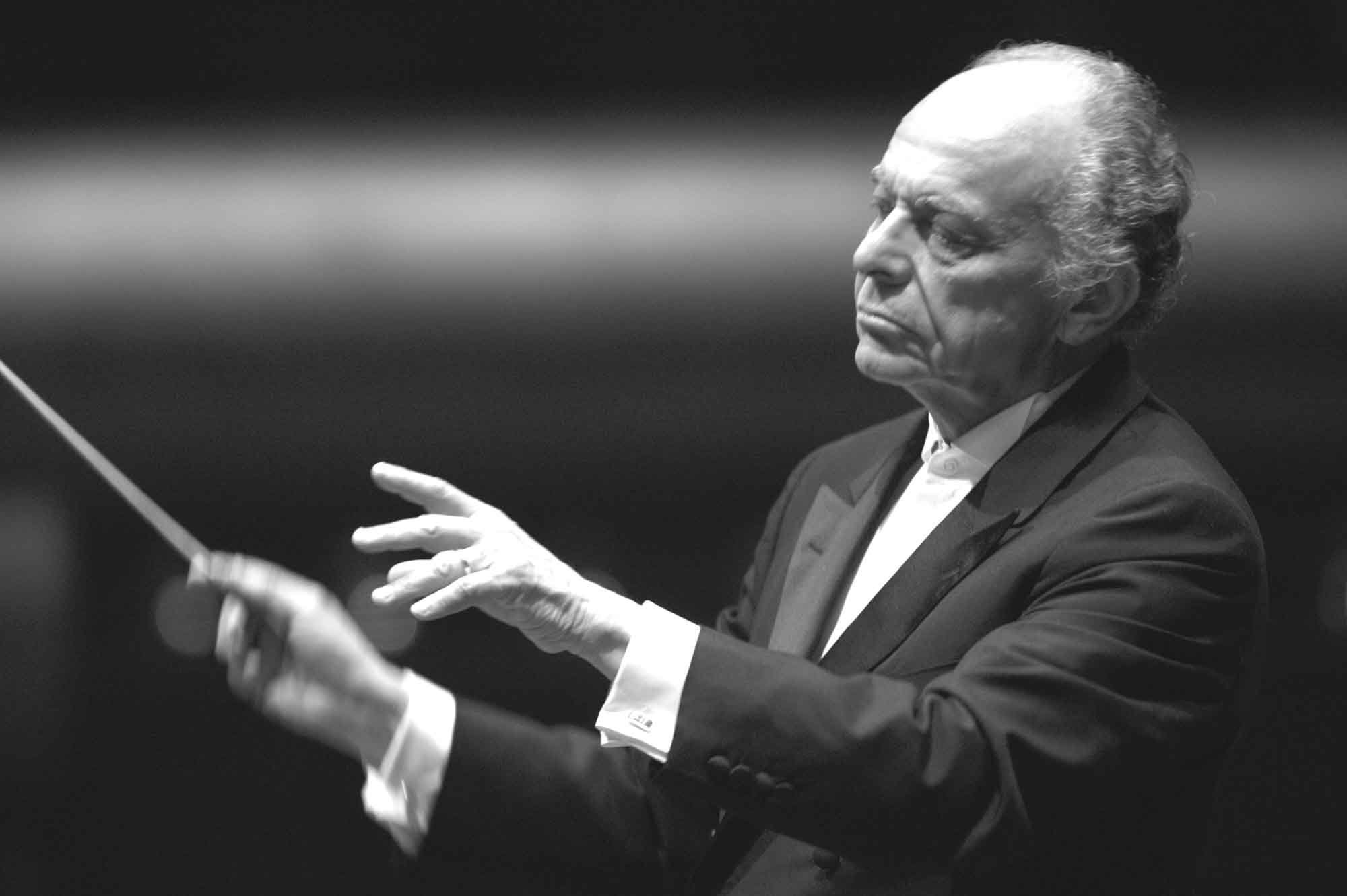
Lorin Maazel (2003)

Das Neujahrskonzert der Wiener Philharmoniker 1999 war das 59. Neujahrskonzert der Wiener Philharmoniker und fand am 1. Jänner 1999 im Wiener Musikverein statt. Dirigent war erneut Lorin Maazel, der bereits die Neujahrskonzerte 1980 bis 1986 (diese in direkter Nachfolge des legendären Willi Boskovsky), sowie in den Jahren 1994 und 1996 geleitet hatte. Wesentlicher (innerer) Bestandteil der Programmgestaltung waren – so nur auf der CD zu finden, in der Moderation spielte das keine wesentliche Rolle – waren der 100. Todestag von Johann Strauss (Sohn) (1825–1899) und der 150. Todestag von Johann Strauss (Vater) (1804–1849).

## Programm

### 1. Teil
1. Johann Strauss (Sohn): Sinngedichte, Walzer op. 1
2. Johann Strauss (Sohn): Scherz-Polka, op. 72 (für Solo-Violine und Orchester, Arrangement: Michael Rot)
3. Johann Strauss (Sohn): Ein Herz, ein Sinn, Polka Mazurka, op. 323
4. Johann Strauss (Vater): Furioso-Galopp nach Liszts Motiven, op. 114*
5. Johann Strauss (Sohn): Geschichten aus dem Wienerwald. Walzer, op. 325 (Introduktion und Coda in der Fassung für Solovioline und Orchester, Solo-Violine: Lorin Maazel)
6. Johann Strauss (Sohn): Tritsch-Tratsch, Polka schnell, op. 214**

### 2. Teil
1. Johann Strauss (Sohn): Kaiser Franz Joseph I. Rettungs-Jubel-Marsch, op. 126
2. Johann Strauss (Sohn): Donauweibchen, Walzer, op. 427
3. Johann Strauss (Sohn): Hopser-Polka, op. 28*
4. Johann Strauss (Sohn): Spleen, Polka Mazur, op. 197
5. Johann Strauß (Vater): Walzer à la Paganini (op. 11, im Programm ohne op.-Angabe, Arrangement für Solo-Violine und Orchester: Michael Rot)
6. Johann Strauss (Sohn): Fledermaus-Quadrille, op. 363
7. Johann Strauss (Sohn): Künstlerleben, Walzer, op. 316
8. Johann Strauss (Sohn): Banditen-Galopp, op. 378
9. Johann Strauss (Sohn): Bitte schön!, Polka française, op. 372
10. Johann Strauss (Sohn): Unter Donner und Blitz, Polka schnell, op. 324

### Zugaben
1. Johann Strauss (Sohn): Perpetuum mobile, Musikalischer Scherz, op. 257
2. Johann Strauss (Sohn): An der schönen blauen Donau, Walzer, op. 314
3. Johann Strauss (Vater): Radetzky-Marsch, op. 228

Werkliste und Reihenfolge sind der Website der Wiener Philharmoniker entnommen.
 Mit * gekennzeichnete Werke standen erstmals in einem Programm eines Neujahrskonzertes.
** Die Tritsch-Tratsch-Polka ist keine Polka schnell (Schnellpolka) im eigentlichen Sinn, diese Bezeichnung wird von Johann Strauss (Sohn) erst ab op. 281 (Vergnügungszug (Polka schnell)) gebraucht.

## Besetzung (Auswahl)
- Lorin Maazel, Dirigent und Solo-Violine
- Wiener Philharmoniker

## Aufnahmen
Die Audio-CD erschien 1999 bei BMG Classics/RCA Classics. Enthalten waren 14 der 19 Programmnummern. Die Aufnahme stieg am 24. Januar 1999 auf Platz 30 in die österreichischen Charts ein, erreichte in der Spitze den vierten Rang und hielt sich insgesamt elf Wochen in der Liste. Einen Tag später am 25. Januar erfolgte der Eintritt in die deutschen Charts auf Rang 33, die Verweildauer in der Hitliste betrug insgesamt sechs Wochen.